# Communauté d'Oneida
 (décembre 2010).
Si vous disposez d'ouvrages ou d'articles de référence ou si vous connaissez des sites web de qualité traitant du thème abordé ici, merci de compléter l'article en donnant les références utiles à sa vérifiabilité et en les liant à la section « Notes et références ».
La communauté d'Oneida est une communauté utopique fondée en 1848 par John Humphrey Noyes à Oneida dans l'État de New-York. C'est l'une des seules communautés du XIXe siècle à avoir expérimenté la mise en commun de la propriété et de la vie affective et sexuelle. Elle repose sur trois principes fondamentaux : le « mariage à plusieurs » (Complex Marriage), la « rétention de l'éjaculation » (Male Continence) et l'« enseignement par les anciens » (Ascending Fellowship). Alors qu'elle compte 87 membres à l'origine, elle a grossi pour en rassembler plus de 300 en 1878. 
Elle s'inspire du phalanstère de Fourier.
La communauté se dissout en 1881, se transforme en coopérative, et devient une grande entreprise d'argenterie, Oneida Limited.

## Principes

### Le mariage à plusieurs
Chaque membre adulte de la communauté est marié à tous les autres membres. Il est libre d'avoir des relations sexuelles avec les personnes de son choix sans exclusivité. Ces pratiques sont considérées comme immorales à l'extérieur de la communauté. Pourtant, pour John Noyes, ces doctrines sont libératoires, pour les femmes notamment qui ne doivent pas assumer seules la responsabilité de la naissance des enfants, de leur éducation et des tâches ménagères. Chaque membre partage ainsi tous les aspects de la vie quotidienne et la communauté est consultée pour chaque décision à prendre.

### La rétention de l'éjaculation
Chaque homme devait pratiquer les techniques de rétention de l'éjaculation, cela dans le but d'augmenter la durée des rapports sexuels mais surtout comme moyen de contraception. Noyes était en effet marqué par les nombreuses grossesses de son épouse dans sa vie pré-onéidienne. Cependant, plutôt que d'encourager l'abstinence, il a confié la responsabilité du contrôle des naissances à l'homme par cette technique du coït prolongé sans éjaculation.
Les jeunes hommes sont formés à ces techniques de rétention de l'éjaculation par des femmes déjà ménopausées, donc libérées de tout risque de grossesse. Ces femmes choisissent l'élu de leur choix, et aucun refus n'est possible, le but étant d'aider l'homme à se perfectionner le plus possible. Le droit de reproduction est ainsi réservé à des géniteurs et génitrices désignées à cette fin. C'est pourquoi, en 30 ans, sur une communauté de plus de 300 habitants, seuls 58 enfants sont nés de « parents sélectionnés ».

### L'enseignement par les anciens
L'éducation sexuelle est prônée par les membres les plus anciens de la communauté. À partir de 14 ans, chaque jeune personne vierge participe au mariage à plusieurs. Un groupe spécial, composé des « membres centraux » (Central Members : les membres les plus anciens de la communauté), enseigne aux jeunes vierges la parfaite maîtrise de l'acte sexuel.

## Déclin

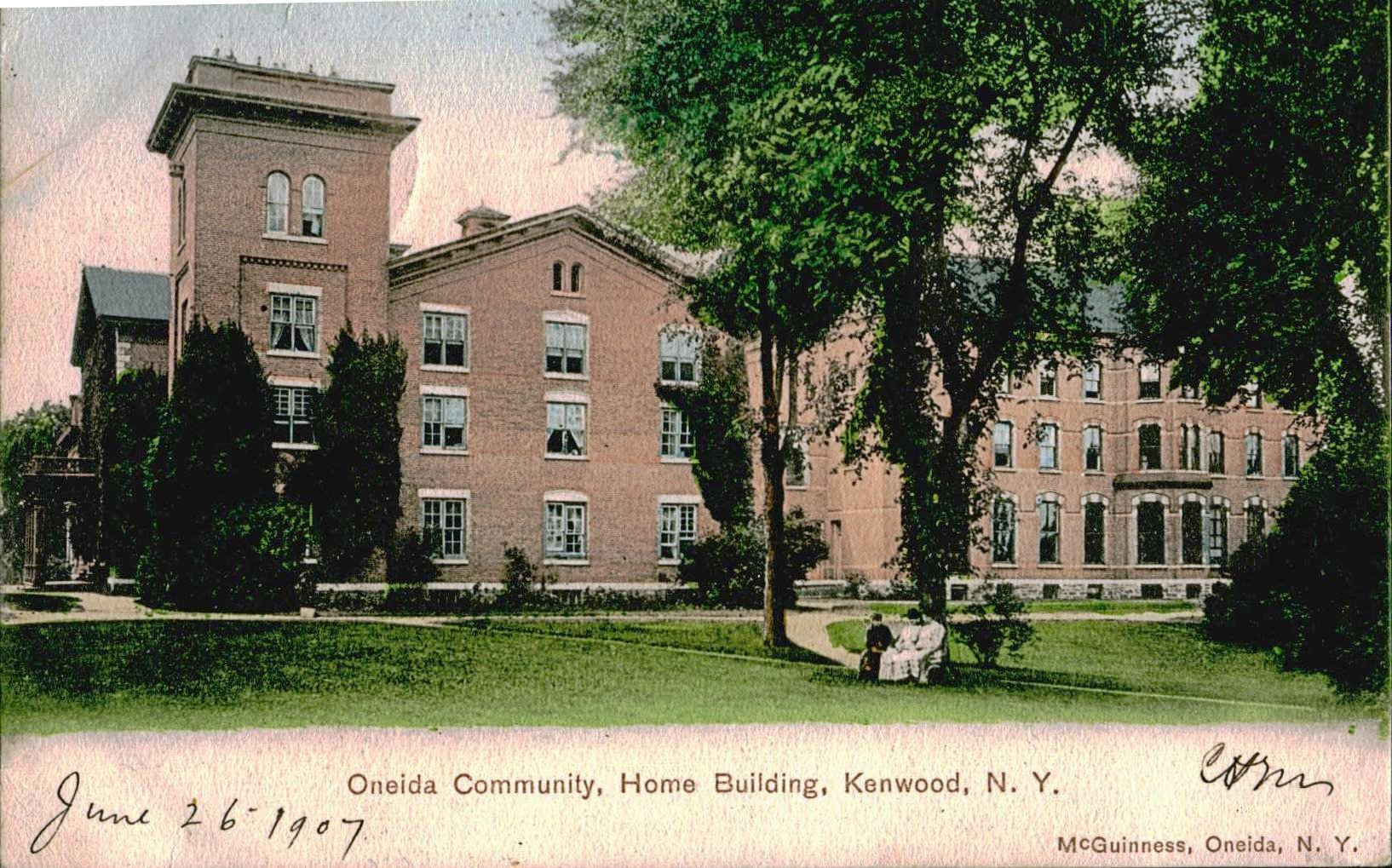
Siège de la communauté

Chose à noter, ce ne fut pas l'intervention du pouvoir civil qui mit fin à Oneida en tant que communauté sexuelle, mais bien plutôt le développement de tensions internes, liées tant au vieillissement du chef qu'à une résistance croissante à la hiérarchie de fait interne, même déguisée en « compagnonnage ascendant ». La disjonction radicale des fonctions amatives et reproductives livrait celle-ci à la directivité utopique et à ses abus.
Féru d'eugénisme, lecteur de Darwin, Noyes entendit sur le tard réserver le droit de reproduction à des géniteurs et génitrices désignés à cette fin (encore que ce soit parmi des volontaires) : 58 enfants naquirent ainsi de « parents sélectionnés ». Oneida était de moins en moins religieux, de plus en plus « socialiste », de plus en plus entre les mains d'un leader vieilli entouré de ses dignitaires, et la communauté allait finir par se lézarder. Il semble que l'étincelle qui mit le feu aux poudres fut l'opposition croissante à la confiscation par Noyes surtout (et les anciens) du privilège d'initier les jeunes filles : d'où trop de frustrations chez les autres.
Usé par l'âge, par la surdité, face à des attaques extérieures sans cesse plus virulentes et à la désunion interne, Noyes prit un beau jour le large, en recommandant d'abolir le mariage complexe, clef de voûte du système : Oneida avait vécu, et se transforma en une simple coopérative avec parts et actions. Le rêve du paradis insulaire s'évanouit avec son créateur.